# Tensolite
Tensolite S. A. es una empresa argentina dedicada a la producción y comercialización de premoldeados y pretensados de concreto, fundada en 1977 en San Miguel de Tucumán por el empresario Eduardo Di Bacco. Mediante su división de obras, la compañía ha llevado a cabo proyectos como la construcción del edificio de la Legislatura de la Provincia de Tucumán, la ampliación de las tribunas del Estadio Monumental José Fierro y la construcción del Monumento al Bicentenario en San Miguel de Tucumán, entre otros.

## Historia

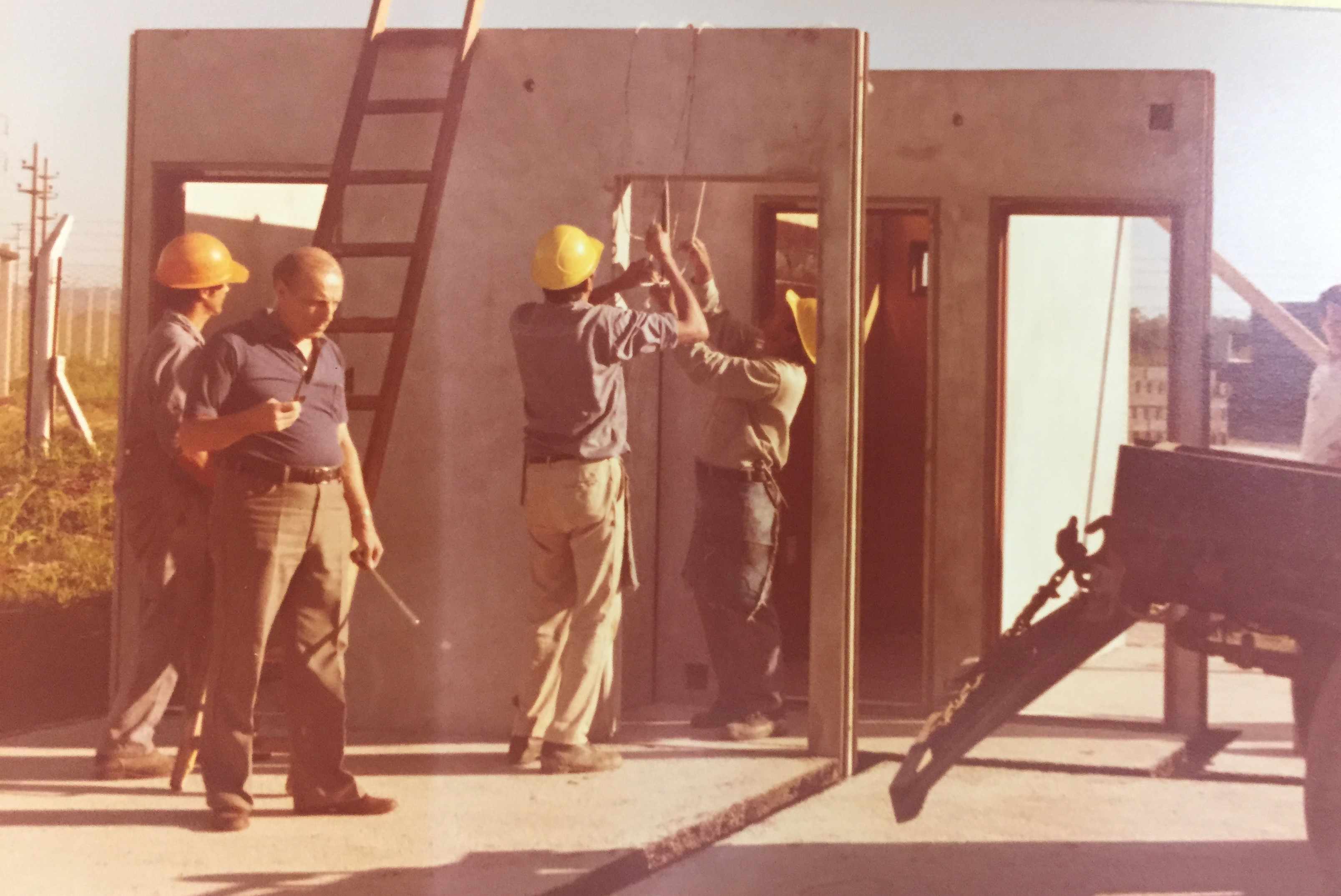
Eduardo Di Bacco en el montaje de las primeras viviendas premoldeadas en 1976

La empresa fue fundada en 1977 en San Miguel de Tucumán por Eduardo Di Bacco, empresario proveniente de la localidad de Concepción y fundador de Di Bacco y Cía. Administrada desde su fundación por su hijo Rodolfo Di Bacco, inicialmente la compañía se dedicaba a la producción de bovedillas premoldeadas y viguetas pretensadas para techos y entrepisos. Con el paso del tiempo aumentó su oferta de productos con el hormigón o concreto como materia prima.
En 1992 la empresa expandió sus operaciones abriendo una segunda fábrica en la localidad de Río Segundo, Córdoba, empezando de esta forma a abastecer al mercado nacional argentino. Rodolfo y Rossana Di Bacco, hijos del fundador, se desempeñan en la actualidad como presidente y gerente de administración y finanzas de la compañía, mientras que su nieto Rodolfo José Di Bacco oficia como director ejecutivo. El actual presidente de la empresa está casado con Julia López de Zavalía, hija de Fernando López de Zavalía, jurista y político tucumano. Tensolite cuenta actualmente con dos plantas fabriles, en la mencionada localidad cordobesa y en el asentamiento de Los Pocitos, Tucumán.

## Biografía del fundador
La familia Di Bacco desembarca desde Italia en Buenos Aires en 1880, donde el arquitecto Giovanni Giuseppe Di Bacco, logra desarrollarse en su profesión. Su hijo, José Fausto Di Bacco, debe mudarse en los años 20 a Concepción, Tucumán para construir un molino arrocero, en una localidad cercana. 
Instalado en Concepción, José Fausto enviudó y conoció a María Magdalena Quarenghi, unión de la que nació Eduardo un 31 de octubre de 1925; siendo hijo único del segundo matrimonio de su padre. 
Terminada la obra en el sur tucumano, ya casado y con su hijo con Magdalena, comienzan a surgir nuevos trabajos vinculados a la construcción para Fausto, por lo que decidieron radicarse en San Miguel de Tucumán. Eduardo tenía seis años cuando se mudaron. Un galpón en la parte trasera de la casa que construiría Fausto en la avenida Mitre al 200 se convertiría, algunos años después, en el primer taller de Eduardo Di Bacco, convirtiéndose en la cuna de una de las empresas más fuertes de la provincia. 
La infancia de Eduardo fue más bien austera, sin mayores lujos. Estudió la primaria en la escuela Normal, una escuela de la clase media trabajadora, y la secundaria en el Instituto Técnico de la Universidad Nacional de Tucumán, un colegio reconocido por su excelencia educativa en los oficios técnicos. A sus hijos y nietos les contaría, con orgullo, que desde chico había hecho trabajos de todo tipo para ganarse unos pesos, motivado por una precoz vocación de autosustentarse. Entre esos trabajos, aprendió de manera autodidacta nada menos que el oficio de relojero y no lo perdió nunca; incluso cuando se había convertido en un metalúrgico de referencia en Tucumán, siempre tenía a mano su caja de herramientas para reparar relojes de sus familiares y amigos. Cuando terminó la secundaria, a principios de la década del 40, Eduardo ya había instalado su taller metalúrgico en la casa paterna, donde daba sus primeros pasos en este rubro que luego se convirtió en su especialidad. En paralelo, comenzó a ejercer la docencia en el Colegio Salesiano, donde estuvo a cargo de la Mecánica en el artesanado, el taller donde los adolescentes aprendían oficios. La docencia, fue otra de sus grandes cualidades y pasiones, convirtiéndose en un rasgo de su personalidad. Fue un maestro permanente con sus hijos, nietos, amigos, colegas y colaboradores. 
Comenzó a cursar en la Universidad de Tucumán la carrera de Ingeniería Mecánica, que abandonó sin acceder al título de grado. Una anécdota borrosa indica que dejó los estudios en una actitud de rebeldía frente a un desaprobado, a su entender, injusto. Algunas de sus personas de confianza, sin embargo, están convencidas de que su cabeza y su visión iba mucho más rápido que la academia. De hecho, y si bien incentivó a hijos y nietos para que fueran profesionales, a todos ellos les decía que el título universitario no era un determinante de su futuro, aunque sí una herramienta. La experiencia y el trabajo profundo en la metalmecánica le dieron a Di Bacco un título que no se cuelga en las paredes, pero que se ejerce todos los días. Entre el taller en la casa paterna y la docencia, Di Bacco tuvo una de sus primeras visiones empresarias. Les propuso a los sacerdotes del colegio convertir el taller en una fábrica, que terminó siendo el trampolín de su compañía. Aceptaron recibir trabajos de afuera para ejecutar en el taller, así, además de aprender, los alumnos pudiesen tener ejemplos reales de los oficios y también generar algo de dinero para el colegio. La docencia le apasionaba, pero era una persona principalmente práctica y estaba convencido de que al tiempo había que invertirlo en hacer cosas útiles y que generaran recursos. Aprender, producir y comercializar eran las etapas de un círculo virtuoso y sin final. 
Los trabajos no tardaron en llegar y multiplicarse dentro del taller salesiano. Los alumnos aprendían, Di Bacco los dirigía y les enseñaba y el taller crecía. Los encargos eran cada vez más grandes y especializados y ya no se trataba de una mera antesala al mundo profesional; era la semilla de una industria. 
Años más tarde, un jugoso contrato sacudió las fichas internas: Di Bacco y sus alumnos habían ganado la licitación para fabricar todas las chapas patente de los autos que se empadronaban en Tucumán. Significó un crecimiento exponencial difícil de sostener para una escuela-taller. Corría la década del 50 y el taller ya era una fábrica. Un cambio en la dirección del colegio terminó por empujar a Di Bacco fuera de la órbita de esa institución. Pero al mismo tiempo, significó el espaldarazo necesario para el gran crecimiento de su compañía, a una escala imposible de concebir en un taller de formación. Fue entonces cuando decidió trasladarse al emplazamiento actual de Di Bacco y Cia, en Los Pocitos, en un terreno que ya había adquirido. 
El 19 de enero de 1952 Eduardo se casó con Elena Antonia Stella, "Chichí", y ese mismo año nació su primera hija, Elena, a quien le siguieron otros cinco hermanos: Rodolfo, Alberto, Ricardo, Eduardo y Rossana. Además de hacer crecer su fábrica y estar atento a todos los negocios posibles, Di Bacco procuró construir una familia particularmente unida, apasionada igual que él por el trabajo. Una familia a su imagen y semejanza.
Di Bacco y Cía. fue una empresa que no paró nunca de crecer ni de diversificar sus productos y servicios. Eduardo fue el gran responsable de ese crecimiento constante, que le permitió posicionarse como uno de los industriales de más renombre de la provincia. A fines de los 70 fundó una nueva empresa, Tensolite SA, que fabrica premoldeados y estructuras de hormigón y que significó una novedad para Tucumán en el ámbito de la construcción. El florecimiento de sus empresas, y mantener a su familia unida y vinculada a las dos compañías, fueron dos de las grandes misiones de la vida de Eduardo Di Bacco. Su hijo Alberto, el único ingeniero mecánico de sus seis hijos y varios nietos, murió en 2004, en un accidente aéreo. Eduardo, que había comenzado a retirarse lentamente de la dirección de la empresa para disfrutar de un retiro parcial y progresivo, tuvo que volver a ponerse al frente de Di Bacco. Pero la desaparición física de su hijo y principal colaborador, le exigía volver al centro de comando y reorganizar la estructura. La muerte de su hijo sacudió su salud de manera notoria. Nunca pudo recuperarse de ese golpe y comenzó a envejecer, algo que parecía que jamás llegaría a suceder. Iba a la empresa y tomaba decisiones hasta que en 2007 dejó la dirección del grupo en manos de su segunda generación. Pero desde su casa continuaba aportando ideas y manteniéndose al tanto de lo que pasaba en las oficinas. Eduardo Di Bacco falleció el 18 de junio de 2012, a los 86 años. La planta en pleno de ambas compañías asistieron a su despedida, desde los altos mandos hasta los choferes que lo movilizaban hasta sus últimos días. Su funeral fue una muestra clara de lo que había cosechado en su vida: admiración y vínculos inseparables.
Podés descargar la biografía del fundador y el libro completo aquí .

## Descripción
La empresa comercializa productos de serie como viguetas, bloques, adoquines, tejas, postes y bovedillas en hormigón, y productos especiales como caños, vigas para puentes, estructuras y tribunas. Otras actividades de la empresa varían en el desarrollo de software, fondos de inversión y real estate. Mediante la filial Tensobuild, una unidad de negocios encargada de la ejecución de proyectos viales y de vivienda, la compañía ha participado en la ejecución de obras a gran escala como la construcción del edificio de la Legislatura de la Provincia de Tucumán, la ampliación de la tribunas del estadio del Club Atlético Tucumán, la remodelación y ampliación del Hospital de día Presidente Néstor Kirchner, la construcción de una nueva tribuna en el estadio del club Central Norte, la ampliación del Penal de Villa Urquiza y la construcción del Monumento al Bicentenario y del Paseo Bicentenario, ambos en la Provincia de Tucumán.